# Panda oleosa

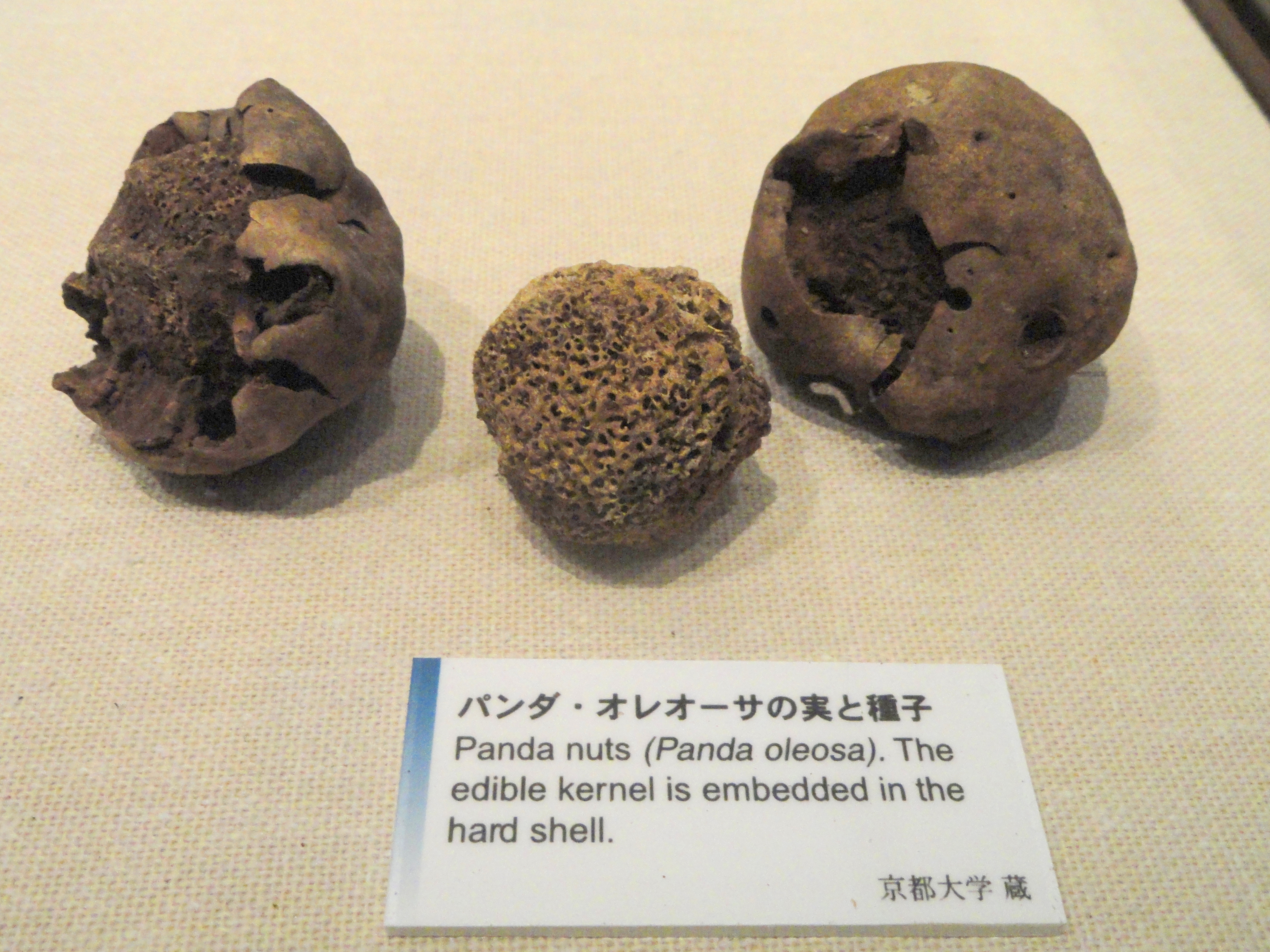
Pandanuss – Kyoto University Museum

Panda oleosa ist ein Baum in der Familie der Pandaceae aus dem zentralen bis westlichen Afrika. Es ist die einzige Art der Gattung Panda.

## Beschreibung
Panda oleosa wächst als langsamwüchsiger, immergrüner Baum mit dichter Krone bis etwa 35 Meter oder etwas mehr hoch. Der Stammdurchmesser erreicht 80–100 Zentimeter. Es werden kleinere Brettwurzeln ausgebildet. Die glatte Borke ist gräulich und leicht rissig.
Die einfachen, kurz gestielten, ledrigen und kahlen Laubblätter sind wechselständig. Der kurze rinnige Blattstiel ist 0,5–1,5 Zentimeter lang. Die eiförmigen bis elliptischen und bespitzten bis zugespitzten, am Rand gezähnten Blätter sind 10–30 Zentimeter lang und 4–13 Zentimeter breit. Die kleinen Nebenblätter sind abfallend.
Panda oleosa ist zweihäusig diözisch. Es werden lange, traubige Blütenstände gebildet, die einzeln oder in Büscheln erscheinen. Die gestielten, sehr kleinen Blüten sind fünfzählig mit doppelter Blütenhülle. Der bis 4 Millimeter lange Blütenstiel ist mit einem „Gelenk“ unterteilt. Der 1 Millimeter lange, winzige Kelch ist becherförmig mit minimalen Zähnchen. Die roten, 5 Millimeter langen Petalen sind frei, ausladend und elliptisch bis eilanzettlich. Die männlichen Blüten besitzen 10 ungleich lange Staubblätter, mit dicklichen Staubfäden, in zwei Kreisen, die äußeren sind länger, und einen Pistillode. Die weiblichen Blüten besitzen einen oberständigen, drei-, vierkammerigen, -kantigen Fruchtknoten mit minimalem Griffel mit mehreren, großen Narbenlappen.
Es werden rundliche 5–7 Zentimeter große, grüne bis gelbliche und mehrsamige Steinfrüchte gebildet. Der holzige, 3–4samige Steinkern, mit dicker, sehr harter Schale, ist grubig und rau texturiert. Die etwa dreieckigen, leicht konkaven, dünnen und braunen, glatten Samen sind bis 2 Zentimeter lang. Das Fruchtfleisch ist orange-rötlich.

## Taxonomie
Die Erstbeschreibung der Gattung Panda und der Art Panda oleasa erfolgte 1896 durch Jean Baptiste Louis Pierre in Bull. Mens. Soc. Linn. Paris 2: 1255. Synonyme sind Sorindeia rubiflora Engl., Porphyranthus zenkeri Engl.

## Verwendung
Die gekochten Samen sind essbar und aus ihnen wird ein Speiseöl gewonnen. Sie werden ähnlich verwendet wie diejenigen von Irvingia gabonensis.
Die Rinde, Wurzeln, Blätter und das Samenöl werden medizinisch verwendet.
Das mittelschwere Holz kann für einige Anwendungen genutzt werden.